# Rivalen (1923)
Rivalen ist der Titel eines stummen deutschen Abenteuerfilms in zwei Teilen, den Harry Piel 1923 mit sich selbst in der Hauptrolle, als Koautor des Manuskripts und als Mit-Produzent realisierte. Der forcierte Einsatz technischer Sensationen, darunter eines durch Radiowellen ferngelenkten Maschinenmenschen, rückt den Film in die Nähe der Science Fiction. Der zweite Teil kam unter dem Titel Der letzte Kampf, auch Der Rivalen letzter Kampf, in die Kinos.

## Handlung
Harry muss „die schöne Tochter eines Erfinders aus den Klauen eines Wahnsinnigen retten“ und macht dabei unangenehme Bekanntschaft mit „funkensprühenden Robotern“ und „geheimnisvollen U-Booten“. Dabei gerät er ständig „in Lebensgefahr“, zuletzt, als bei einem Taucherglocken-Einsatz die Luftpumpe den Dienst verweigert. Doch nach „halsbrecherischen Verfolgungsjagden“, „Bravoursprüngen und Klettereien“ kann „Tausendsassa Harry“ am Ende doch noch alles zum Guten wenden.
(Nach Programm »Wiederentdeckt«)

## Hintergrund
Das Bühnenbild schuf Filmarchitekt Hermann Warm, die Spezialbauten entwarf Albert Korell. Die Aufnahmeleitung hatte Walter Zeiske.
Entgegen landläufiger Meinung, der zufolge Piel alle gefährlichen Szenen selbst spielte, führte die stunts im Film der Artist Hermann Stetza aus.
Der Film lag am 23. Februar 1923 der Reichsfilmzensur zur Prüfung vor, erhielt die Nummer B07011 und wurde noch am selbigen Tag in Berlin uraufgeführt. Die Fortsetzung Der letzte Kampf hatte am 23. März Premiere.
Unter dem Titel Radio Mysteriet wurde „Rivalen“ ab dem 13. August 1923 auch in Dänemark gezeigt.

## Rezeption
Anfang 1923 lief „Rivalen“ in Piels Heimatstadt Düsseldorf im „Asta-Nielsen-Theater“ an.
In der Zeitschrift Der Montag stand am 26. Februar 1923 über „Rivalen“ zu lesen:

„Natürlich ist in erster Linie Piel Gelegenheit gegeben, in mannigfachen Bravoursprüngen und Klettereien zu glänzen. Der sensationellste Moment aber ist, wenn Piel von seinem Rivalen in einer Taucherglocke, deren Luftpumpe selbstverständlich plötzlich versagt, ins ›Meer‹ gesenkt wird. Ein Experiment, das, wie Eingeweihte wissen wollen, bei der Aufnahme für den Künstler beinahe verhängnisvoll geworden wäre.“

Wie der Film bereits fünf Jahre später aufgefasst wurde, beschrieb E. G. M. im Hamburger Echo, Nr. 151, vom 2. Juni 1928:

„Diesen etwas antiken Film würde man viel amüsanter finden, wenn nicht alles mit so tragischem Ernst verstanden werden sollte. Es geschehen schanderöse Dinge. Harry Piel ersinnt scharfe Instrumente, mit dem seine ‚Widersacher‘ ihm zu Leibe gehen, um die das Mittelalter ihn beneidet hätte. Aber Harry ist stärker als der Tod, und zum Schluß sehen wir ihn Hand in Hand mit einem blonden und reichlich gelockten Mädchen. Oh Harry! Harry Piel!“

Anlässlich der Wiederaufführung von „Rivalen“ im Programm »Wiederentdeckt« des Berliner Zeughauskinos hieß es in der Ankündigung zum 2. September 2011:

„Spannung, Liebe, Sensationen. Funkensprühende Roboter und geheimnisvolle U-Boote, knisternde Maskenfeste und halsbrecherische Verfolgungsjagden und immer mittendrin: Harry Piel, der Tausendsassa des frühen deutschen Sensationsfilms (heute würde man sagen: Actionfilm). Nicht zum ersten Mal muss Piel die schöne Tochter eines Erfinders aus den Klauen eines Wahnsinnigen retten, wobei er selbst andauernd in Lebensgefahr gerät. Ein Groschenroman, der doch herrlich inszeniert ist mit beeindruckenden Bildeinfällen, großartigen Dekors, expressionistischer Ausleuchtung und rasantem Schnitt. Über allem das exzentrische Spiel des deutschen Douglas Fairbanks.“